# Station Saint-Amour
Station Saint-Amour is een spoorwegstation in de Franse gemeente Saint-Amour (Jura).